# Elimia
Elimia é um género de gastrópode  da família Pleuroceridae.

## Espécies
Este género contém as seguintes espécies:
- Elimia acuta
- Elimia alabamensis
- Elimia albanyensis
- Elimia ampla
- Elimia annettae
- Elimia aterina
- Elimia bellula
- Elimia boykiniana
- Elimia brevis
- Elimia cahawbensis
- Elimia capillaris
- Elimia clausa
- Elimia crenatella
- Elimia comalensis
- Elimia fascinans
- Elimia fusiformis
- Elimia gerhardti
- Elimia gibbera
- Elimia hartmaniana
- Elimia haysiana
- Elimia hydei
- Elimia impressa
- Elimia interrupta
- Elimia interveniens
- Elimia jonesi
- Elimia lachryma
- Elimia laeta
- Elimia livescens
- Elimia macglameriana
- Elimia nassula
- Elimia olivula
- Elimia pilsbryi
- Elimia porrecta
- Elimia potosiensis
- Elimia pupaeformis
- Elimia pybasi
- Elimia pygmaea
- Elimia showalteri
- Elimia strigosa
- Elimia tenera
- Elimia teres
- Elimia troostiana
- Elimia vanuxemiana
- Elimia varians
- Elimia variata
- Elimia virginica